# Franco Rol
Franco Rol (5. června 1908 Turín – 18. června 1977 Rapallo) byl italský automobilový závodník.
Bohatý italský aristokrat, Franco Rol byl horlivým a okouzlujícím závodníkem džentlmenem, který se spíše prosadil ve sportovních vozech než v závodech Grand Prix. Jeho velkou předností byly klasické silniční závody jako Targa Florio na Sicílii, kde již v roce 1948 vedl celou soutěž než musel odstoupit. O rok později svou Alfu dovezl na druhou příčku. Ve stejném roce, to je 1949, musel odstoupit z vedení Mille Miglia.
V roce 1950 společně s Chironem přijímá nabídku Maserati a hned v prvním závodě v Grand Prix San Rema obsazuje pátou příčku. Poté následovalo neúspěšné představení ve třech Grand Prix v rámci Mistrovství světa. Následující sezónu spolu s bratry Maserati staví nový monopost OSCA a sám se s ním prezentoval v mistrovství světa Formule 1 1951, ale opět byl neúspěšný. Počátkem roku 1952 se pokouší uspět ve Valentínské Grand Prix, ale odfouknuté těsnění udělalo své.
Maserati znovu povolalo Franco Rola na okruh v Monze aby doplnil sestavu pilotů na nadcházející Grand Prix Itálie. Rok 1953 byl posledním rokem závodění Franco Rola, na Giro di Sicilia utrpěl vážná zranění a za volant závodního vozu se již nevrátil.

## Targa Florio
- 1949 – 2. místo – Alfa Romeo 2500 Competizione
- 1950 – 7. místo – Alfa Romeo 8C-2500 Sperimentale

## Mille miglia
- 1949 – 3. místo – Alfa Romeo 6C 2500 SS

## Coppa Acerbo
- 1949 – Vítěz – Alfa Romeo 2,5

## Formule 1
- 5 Grand Prix
- 0 vítězství
- 0 pole positions
- 0 nejrychlejších kol
- 0 bodů
- 0 x podium

- Žlutě jsou vítězství
- Modře jsou 2. místa
- Červeně 3. místa
- Zeleně bodoval

| Rok  | 1   | 2   | 3   | 4   | 5   | 6   | 7   | 8   | 9 | Pořadí | Body |
| ---- | --- | --- | --- | --- | --- | --- | --- | --- | - | ------ | ---- |
| 1950 | GB  | MON | 500 | ŠVÝ | BEL | FRA | ITA | *   | * | **     | **   |
| 1951 | ŠVÝ | 500 | BEL | FRA | GB  | NĚM | ITA | ŠPA | * | **     | **   |
| 1952 | ŠVÝ | 500 | BEL | FRA | GB  | NĚM | HOL | ITA | * | **     | **   |

Vozy
- 1950 Maserati 4CLT/48
- 1951 OSCA 4500G
- 1952 Maserati A6GCM

## Nejlepší umístění na mistrovství světa F1
- 1951 9. místo Grand Prix Itálie 1951